# Ablaxia megachlora
Ablaxia megachlora är en stekelart som först beskrevs av Walker 1835.  Ablaxia megachlora ingår i släktet Ablaxia och familjen puppglanssteklar. Inga underarter finns listade i Catalogue of Life.